# Hans Klagemann
Hans „Katzenpfote“ Klagemann (* um 1915) war ein deutscher Jazz- und Unterhaltungsmusiker (Schlagzeug, Perkussion).

## Leben und Wirken
Klagemann, der nur eine unzureichende musikalische Ausbildung erhalten hatte, musste sich 1936 mehreren Prüfungen durch die Reichsmusikkammer unterziehen, um im NS-Regime die Anerkennung als Berufsmusiker zu behalten. Er spielte in den späten 1930er- und frühen 1940er-Jahren in den Orchestern von Peter Kreuder und Kurt Hohenberger, wo er mit Fritz Schulz-Reichel (Piano), Hans Korseck (Gitarre) und Rudi Wegener (Kontrabass) die Rhythmusgruppe bildete. Ferner wirkte er bei Aufnahmen von Teddy Stauffer, Raymond Bird, Albert Vossen, Michael Jary, Adolf Steimel und Kurt Wege mit. 1942 wurde er Mitglied im Deutschen Tanz- und Unterhaltungsorchester.
Im Bereich des Jazz war er von 1936 bis 1944 an 43 Aufnahmesessions beteiligt, zuletzt kurz vor Kriegsende in Prag im Deutschen Tanz- und Unterhaltungsorchester unter Leitung von Willi Stech („Powerhouse“). 1987 interviewte ihn Michael H. Kater im Rahmen der Forschungen für seinen Artikel Forbidden Fruit? Jazz in the Third Reich.